# Mourad Boughedir
Pour les articles homonymes, voir Boughedir.
Mourad Boughedir, né le 1er octobre 1976 à Mulhouse (Haut-Rhin), est un joueur franco-algérien de basket-ball. Il évolue au poste d'ailier fort,,.

## Clubs
- 1995-1996 :  Nancy (Pro A)(Espoir)
- 1996-1997 :  Reims (Pro B)
- 1997-2004 :  Golbey-Épinal (Pro B)
- 2004-2005 :  Limoges (Nationale 1)
- 2005-2006 :  Besançon (Pro B)
- 2006-2007 :  FC Mulhouse (Pro B)

## Équipe nationale
- International algérien
  - Participation au championnat du monde 2002 ( États-Unis)[4]
  - Médaille d'argent au Championnat d'Afrique 2001 ( Maroc)
  - 8e au Championnat d'Afrique 2003 ( Égypte)
  - 4e au Championnat d'Afrique 2005 ( Algérie)
  - Vainqueur de la Coupe arabe des nations  : 2005 ( Arabie saoudite)
  - 7e aux Jeux méditerranéens  2005 ( Espagne)